# Abdul Rahman Sulaiman
Abdul Rahman Sulaiman là một cầu thủ bóng đá người Indonesia hiện tại thi đấu ở vị trí Trung vệ cho PSM Makassar ở Liga 1. Khả năng của anh giúp anh trở thành một trong những trung vệ xuất sắc nhất của U-23 Indonesia. Anh có màn ra mắt cho đội tuyển quốc gia Indonesia ở Vòng loại giải vô địch bóng đá thế giới 2014 trước Bahrain ngày 29 tháng 2 năm 2012

## Sự nghiệp
Anh ký hợp đồng với Persib Bandung ngày 23 tháng 11 năm 2013. Ngày 16 tháng 1 năm 2016, anh ký hợp đồng với Karketu Dili.

## Đời sống cá nhân
Abdul Rahman là người đạo Hồi và sinh hoạt tháng Ramadan.

## Thống kê sự nghiệp

### Câu lạc bộ
Tính đến 24 tháng 4 năm 2016.
| Câu lạc bộ          | Mùa giải            | Giải vô địch              | Giải vô địch | Giải vô địch | Cúp Quốc gia | Cúp Quốc gia | Châu Á  | Châu Á    | Khác    | Khác      | Tổng    | Tổng      |
| Câu lạc bộ          | Mùa giải            | Hạng đấu                  | Số trận      | Bàn thắng    | Số trận      | Bàn thắng    | Số trận | Bàn thắng | Số trận | Bàn thắng | Số trận | Bàn thắng |
| ------------------- | ------------------- | ------------------------- | ------------ | ------------ | ------------ | ------------ | ------- | --------- | ------- | --------- | ------- | --------- |
| Pelita Jaya         | 2010–11             | Indonesian Super League   | 18           | 0            | —            | —            | —       | —         | —       | —         | 18      | 0         |
| Pelita Jaya         | Tổng cộng           | Tổng cộng                 | 18           | 0            | —            | —            | —       | —         | —       | —         | 18      | 0         |
| Semen Padang        | 2011–12             | Indonesian Premier League | 18           | 0            | —            | —            | —       | —         | —       | —         | 18      | 0         |
| Semen Padang        | Tổng cộng           | Tổng cộng                 | 18           | 0            | —            | —            | —       | —         | —       | —         | 18      | 0         |
| Sriwijaya           | 2013                | Indonesia Super League    | 27           | 0            | —            | —            | —       | —         | —       | —         | 27      | 0         |
| Sriwijaya           | Tổng cộng           | Tổng cộng                 | 27           | 0            | —            | —            | —       | —         | —       | —         | 27      | 0         |
| Persib Bandung      | 2014                | Indonesia Super League    | 12           | 1            | —            | —            | —       | —         | —       | —         | 12      | 1         |
| Persib Bandung      | 2015                | Indonesia Super League    | 0            | 0            | —            | —            | 4       | 0         | —       | —         | 4       | 0         |
| Persib Bandung      | Tổng cộng           | Tổng cộng                 | 12           | 1            | —            | —            | 4       | 0         | —       | —         | 16      | 1         |
| Karketu Dili        | 2016                | Liga Futebol Amadora      | 5            | 0            | —            | —            | —       | —         | —       | —         | 5       | 0         |
| Karketu Dili        | Tổng cộng           | Tổng cộng                 | 5            | 0            | —            | —            | —       | —         | —       | —         | 5       | 0         |
| Tổng cộng sự nghiệp | Tổng cộng sự nghiệp | Tổng cộng sự nghiệp       | 80           | 1            | 0            | 0            | 4       | 0         | 0       | 0         | 84      | 1         |

1. ↑  Số lần ra sân ở Cúp AFC

### Quốc tế
| Đội tuyển quốc gia Indonesia | Đội tuyển quốc gia Indonesia | Đội tuyển quốc gia Indonesia |
| Năm                          | Số trận                      | Bàn thắng                    |
| ---------------------------- | ---------------------------- | ---------------------------- |
| 2010                         | 1                            | 0                            |
| Tổng cộng                    | 1                            | 0                            |

### Bàn thắng quốc tế
Abdul Rahman: Bàn thắng U-23 quốc tế
| Bàn thắng | Thời gian            | Địa điểm                                           | Đối thủ         | Tỉ số | Kết quả | Giải đấu |
| --------- | -------------------- | -------------------------------------------------- | --------------- | ----- | ------- | -------- |
| 1         | 25 tháng 10 năm 2011 | Sân vận động Gelora Bung Karno, Jakarta, Indonesia | U-23 Đông Timor | 1–0   | 5–0     | Giao hữu |

## Danh hiệu

### Câu lạc bộ
Semen Padang
- Indonesia Premier League: 2011-12

Persib Bandung
- Indonesia Super League: 2014

### Quốc tế
U-23 Indonesia
- Huy chương Bạc Đại hội Thể thao Đông Nam Á: 2011